# カピス州

カピス州

カピス州（カピスしゅう、Province of Capiz）は、フィリピン中部、ビサヤ諸島の西ビサヤ地方（Western Visayas, Region VI）に属する州である。州都はロハス（Roxas）＝旧称カピス市。面積は2,633.2km2、人口は761,384人（2015年）。

## 地理
パナイ島の中央に位置し、北にアクラン州、西にアンティーケ州、南にイロイロ州と接している。沿岸部はシブヤン海が広がり、ジントトロ海峡を挟んでビコル地方のマスバテ島（マスバテ州）がある。

## 交通
ロハスとイロイロ市の間には鉄道が結ばれている。